# Azur B
El Azur B o Azure B, es un compuesto químico orgánico con la fórmula C
15H
16ClN
3S. Es un colorante tipo tiazina metilada, que se comporta como colorante metacromático básico, con colores de tinción que van desde el verde (para cromosomas), pasando por el azul (para el núcleo y ribosomas citoplasmáticos), al color rojo (para depósitos que contienen mucopolisacáridos. Existen muchos homólogos metilados que se utilizan como componente de numerosas tinciones histológicas policromáticas en combinación con eosina y azul de metileno en soluciones de pH tamponado.
En estado sólido se presenta como un polvo de color verde oscuro. En solución actúa como un colorante de color azul intenso. Se utiliza como componente de tinciones histológicas tales como la tinción de Romanowsky y sus derivadas.

## Homólogos
- Azure A (C.I.: 52005, CAS: 531-53-3) : También llamado Azur de metileno A, dimetiltionina asimétrica, un colorante utilizado en tinciones nucleares y de sangre.
- Azure B (C.I.: 52010, CAS: 531-55-5) También llamado Azur de metileno B, cloruro de trimetiltionina, un colorante utilizado en tinciones biológicas, y como componente de la tinción pancromática de Giemsa para protozoos sanguíneos. También se utiliza para la tinción semidelgadas de tejidos vegetales.
- Azure C Cloruro de monometiltionina, utilizado en la tinción de mucinas y cartílago.
- Azur II (CAS: 37247-10-2): una mezcla de Azure B (Azure I) y azul de metileno en partes iguales.
- Azuresina: Un complejo de Azure A y resina de intercambio catiónico carbacrílica, utilizada como prueba diagnóstica en la detección sin intubación de aclorhidria gástrica.